# إديت يوربان
إديت يوربان (بالمجرية: Urbán Edit)‏ هي لاعبة تنس الطاولة مجرية، ولدت في 27 مارس 1961.

## روابط خارجية
- إديت يوربان على موقع أوليمبيديا (الإنجليزية)
- إديت يوربان على موقع اللجنة الأولمبية المجرية (الهنغارية)